# خط طول 72° شرق
خط طول 72° شرق هو أحد خطوط الطول الجغرافية، والتي تمتد من القطب الشمالي الجغرافي إلى القطب الجنوبي الجغرافي، وحسب التحويل الزمني يتقدم خط طول 72° شرق عن خط غرينتش بـ4 ساعات و48 دقيقة.

## من القطب إلى القطب
ينطلق خط طول 72° شرق من القطب الشمالي نحو القطب الجنوبي مرورا بالمناطق التي ترد في الجدول التالي:
| الإحداثيات                         | البلد أو الإقليم أو البحر | ملاحظات |
| ---------------------------------- | ------------------------- | --- |
| 90°0′N 72°0′E / 90.000°N 72.000°E  | المحيط المتجمد الشمالي    | |
| 81°6′N 72°0′E / 81.100°N 72.000°E  | بحر كارا                  | |
| 72°48′N 72°0′E / 72.800°N 72.000°E | روسيا                     | شبه جزيرة يامال |
| 71°33′N 72°0′E / 71.550°N 72.000°E | خليج أوب [لغات أخرى]‏      | |
| 71°21′N 72°0′E / 71.350°N 72.000°E | روسيا                     | شبه جزيرة يامال |
| 67°2′N 72°0′E / 67.033°N 72.000°E  | خليج أوب [لغات أخرى]‏      | |
| 66°14′N 72°0′E / 66.233°N 72.000°E | روسيا                     | |
| 54°14′N 72°0′E / 54.233°N 72.000°E | كازاخستان                 | |
| 42°47′N 72°0′E / 42.783°N 72.000°E | قرغيزستان                 | |
| 41°10′N 72°0′E / 41.167°N 72.000°E | أوزبكستان                 | |
| 40°20′N 72°0′E / 40.333°N 72.000°E | قرغيزستان                 | |
| 39°21′N 72°0′E / 39.350°N 72.000°E | طاجيكستان                 | |
| 36°48′N 72°0′E / 36.800°N 72.000°E | أفغانستان                 | |
| 36°34′N 72°0′E / 36.567°N 72.000°E | باكستان                   | خيبر بختونخوا البنجاب (باكستان) |
| 28°12′N 72°0′E / 28.200°N 72.000°E | الهند                     | راجستان كجرات |
| 21°8′N 72°0′E / 21.133°N 72.000°E  | المحيط الهندي             | مرورا بشرق Cherbaniani Reef, لكشديب, الهند · مرورا بشرق Byramgore Reef, لكشديب, الهند · مرورا بغرب Bitra atoll, لكشديب, الهند · مرورا بغرب Perumal Par atoll, لكشديب, الهند · مرورا بغرب جزيرة أغاتي [لغات أخرى]‏, لكشديب, الهند · مرورا بشرق Peros Banhos, إقليم المحيط الهندي البريطاني |
| 60°0′S 72°0′E / 60.000°S 72.000°E  | المحيط الجنوبي            | |
| 68°25′S 72°0′E / 68.417°S 72.000°E | القارة القطبية الجنوبية   | الإقليم الأسترالي في القارة القطبية الجنوبية, المطالب الإقليمية بالقارة القطبية الجنوبية by أستراليا |